# Ottenhain
Ottenhain ist ein Ortsteil der Gemeinde Kottmar in der südöstlichen Oberlausitz.

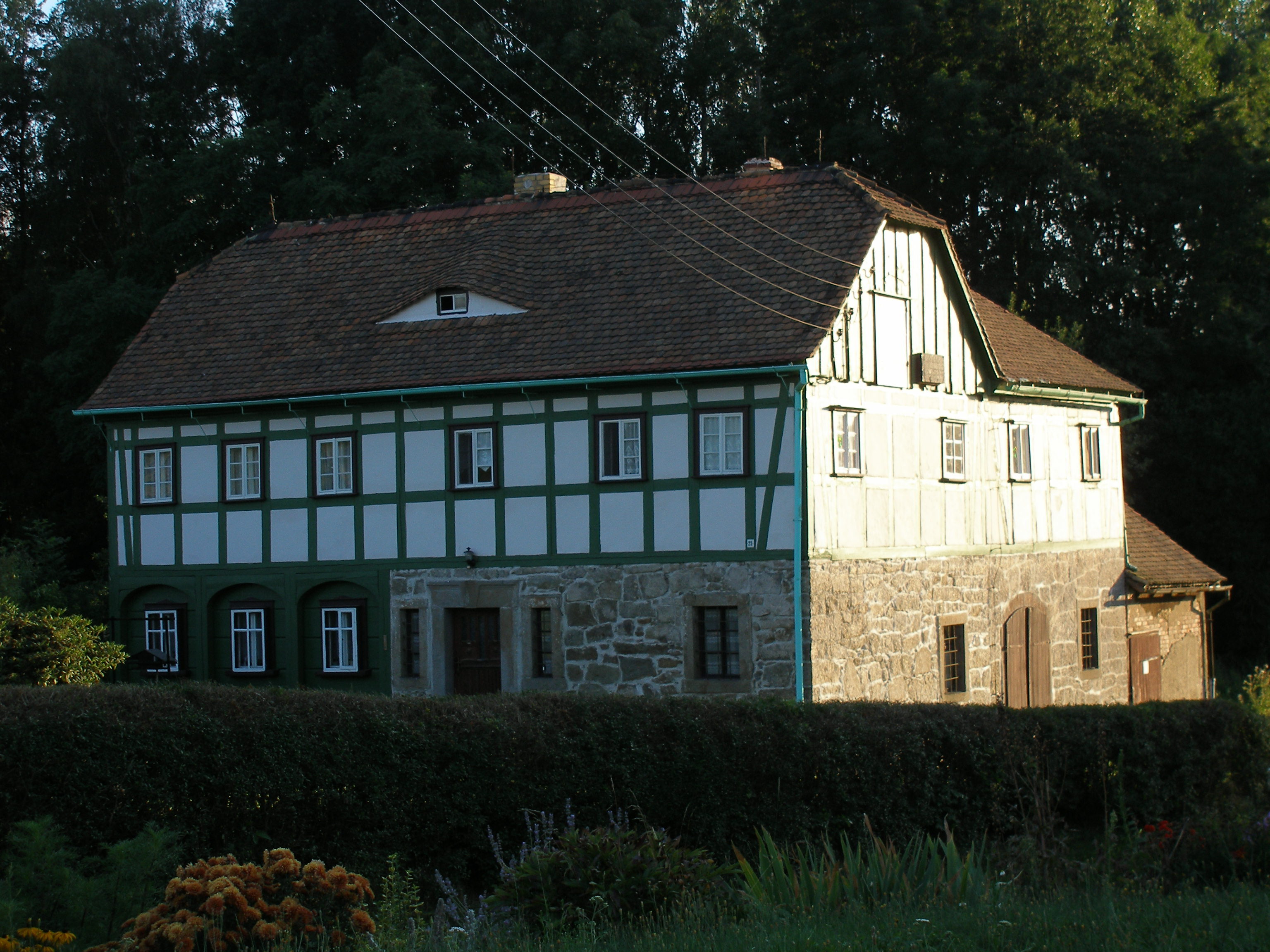
Umgebindehaus Hauptstraße 21

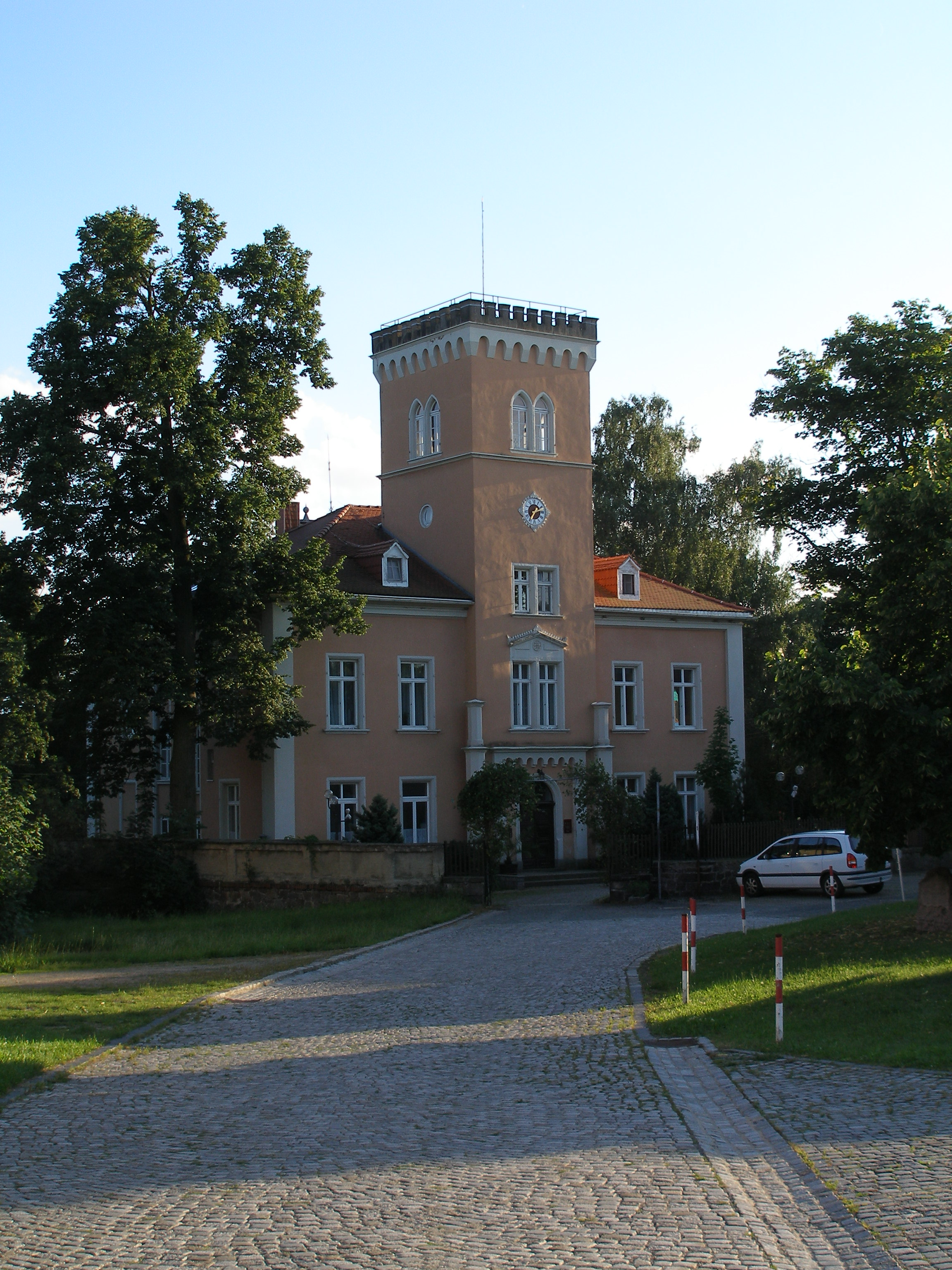
„Schloss“

## Geografie
Ottenhain erstreckt sich im Tal des Krummbachs, etwa fünf Kilometer südöstlich von Löbau. Südlich erhebt sich der Sonneberg.

## Geschichte

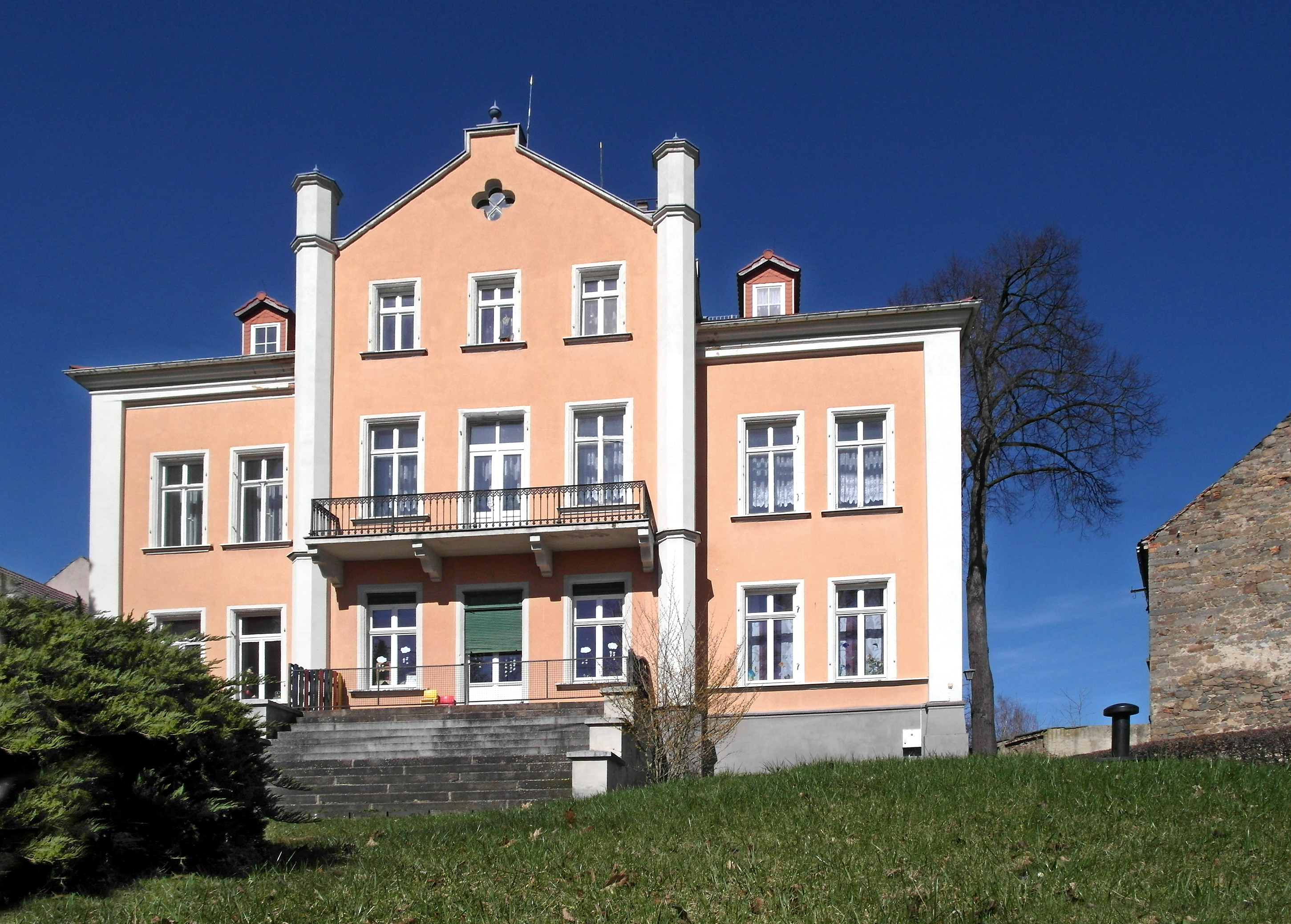
Schloss Niederottenhain

Der Ort wurde im Jahr 1317 erstmals schriftlich erwähnt. In einer Urkunde vom 3. Dezember wies Markgraf Woldemar von Brandenburg acht Dörfer des Landes Görlitz, darunter auch „Ottenhayn“, in das Gericht der Stadt Löbau. Im 16. Jahrhundert gehörte Ottenhain der Familie Gersdorf, und wurde am Ende des Jahrhunderts an Heinrich von Miltitz verkauft. 1610 kaufte Ottenhain für 7400 Taler Christoph von Gersdorff. Im 17. Jahrhundert wechselt der in Ober- und Niederottenhain geteilte Ort mehrmals den Besitzer. 1798 wird Ottenhain in 2 Orte und Rittergüter erneut geteilt, bis 1853, als der Ort vereint wurde. 1809 kaufte das Gut Niederottenhain für 42.000 Taler Johann Gottlieb Erdmann von Nostitz. 1842 wird eine neue Schule gebaut, nachdem die alte (jetzt Schulmuseum) in äußerst schlechtem, beengtem Zustand war. Ab 1844 wurde die Straße nach Niedercunnersdorf neu ausgewiesen; es war dieselbe „wie seit Menschengedenken“. Das schlossähnliche Herrenhaus von Niederottenhain wurde 1862–63 durch Christoph Ferdinand Sieland erbaut. Überhaupt erfuhr das Rittergut Niederottenhain und dessen Umgebung im 19. Jahrhundert die meisten Um- und Neubauten. 1874 brannte die Nieder-Wassermühle zum zweiten Mal ab. Im Jahr 1890 hatte Ottenhain 533 Einwohner. 1897 brannte die Obermühle ab. 1899 wurde die Kapelle erbaut. 1901 und 1906 wird die letzte Schule gebaut. Ab 1911 wurde der Ort elektrifiziert und mit Strom aus Zittau versorgt. Nach dem Zweiten Weltkrieg gab es in Ottenhain 122 Umsiedler. Die Zahl der Einwohner betrug 1946 654. 1957 wurde die erste LPG eingerichtet, zu Beginn der 1960er Jahre gab es in Ottenhain drei Genossenschaften. 1973 hatte Ottenhain 598 Einwohner, 1984 516, 2013 421.

### Ortsnamenformen
1317: „Ottenhayn“; 1423: „Ottenhain“; 1434: „Ottynhayn“, „Ottinhayn“; 1490: „Ottenhain“; 1519: „Ottenhan“; 1657: „Ottenhain“; 1791: „Ottenhayn“

### Verwaltungszugehörigkeit
1777: Bautzener Kreis, 1843: Landgerichtsbezirk Löbau, 1856: Gerichtsamt Löbau, 1875: Amtshauptmannschaft Löbau, 1952: Kreis Löbau, 1994: Landkreis Löbau-Zittau, 2008: Landkreis Görlitz
Am 1. Januar 1999 wurde Ottenhain nach Niedercunnersdorf eingemeindet. Seit dem 1. Januar 2013 gehört der Ort zur Gemeinde Kottmar.

### Einwohnerentwicklung
| Jahr         | Einwohner                                             |
| 1777         | 9 besessene Mann, 15 Gärtner, 18 Häusler, 2 Wüstungen |
| 1834         | 548                                                   |
| 1871         | 575                                                   |
| 1890         | 533                                                   |
| 1910         | 565                                                   |
| 1925         | 521                                                   |
| 1939         | 555                                                   |
| 1946         | 674                                                   |
| 1950         | 734                                                   |
| 1964         | 611                                                   |
| 1990         | 436                                                   |
| 2023 (1.12.) | 394                                                   |

## Sehenswürdigkeiten
- Umgebindehaus Hauptstraße 21
- Schulmuseum
- „Schloss“, Herrenhaus des ehemaligen Niederottenhainer Gutes